# Elecciones presidenciales de Ecuador de 2021
Las elecciones presidenciales de Ecuador de 2021 se realizaron el 7 de febrero de 2021 para elegir al presidente constitucional y vicepresidente constitucional de la República del Ecuador para el período 2021-2025. A la par de la primera vuelta se realizaron las elecciones legislativas en que se eligieron a los representantes al Parlamento Andino y los Asambleístas para el mismo período.
Debido a que ningún binomio logró ser elegido en primera vuelta, el 11 de abril se realizó un balotaje en el que Guillermo Lasso, candidato de la alianza entre el Movimiento CREO y el Partido Social Cristiano, ganó la contienda con el 47,36% de los votos contra Andrés Arauz, candidato de la coalición UNES, quien obtuvo el 52,64%.
El binomio presidencial ganador tomó posesión de sus funciones el 24 de mayo de 2021.

## Antecedentes
El proceso preelectoral y de preparación para las elecciones inició a finales del 2019, etapa en la cual el Consejo Nacional Electoral (CNE) estudia y realiza el presupuesto para los comicios, determina los montos, costos y requisitos de los candidatos, determinación de los partidos habilitados para participar y establecer las fechas de las elecciones.

### 2019
El 31 de octubre de 2019, el CNE eliminó del registro electoral al Partido Adelante Ecuatoriano Adelante lista 7, ex PRIAN, del empresario y excandidato presidencial Álvaro Noboa por no cumplir con los requisitos para su existencia, siendo estos no alcanzar el 4% de los votos válidos en dos elecciones pluripersonales consecutivas a escala nacional, o al menos tres representantes a la Asamblea Nacional, ni el 8% de alcaldías, así como tampoco un concejal o concejala en cada uno de, por lo menos, el 10% de los cantones del país.
El mismo día, el CNE anunció la terminación de los contratos provisionales de 570 empleados de la institución por falta de presupuesto, creando una crisis en la institución poniendo en riesgo la correcta realización de los comicios de 2021.

#### Cambios al Código de la Democracia
El 4 de diciembre de 2019, la Asamblea Nacional aprobó varias reformas al código de la democracia, entre las cuales se encuentran:
- Se prohíbe la votación entre listas.[5] La votación en plancha obligatoria derogó el resultado de la pregunta 6 del Referéndum de Ecuador de 1997.
- El cambio del método D' Hondt al método Webster para la asignación de escaños de asambleístas, parlamentarios andinos, consejeros provinciales, concejales cantonales y vocales de juntas parroquiales y el cambio a votación por listas cerradas o voto en plancha, no por candidato.[6]
- Los sujetos políticos que alcancen menos del 4% en dos elecciones seguidas deberán devolver el 50% del fondo de promoción electoral recibido.[7]
- Los dignatarios que postulen a la reelección deben tomar licencia sin sueldo. Si postulan a otro cargo, deben renunciar antes de inscribirse.[8]
- Los binomios presidenciales deberán ser conformados obligatoriamente entre un hombre y una mujer a partir de las elecciones presidenciales del 2025.
- Paridad y alternabilidad de género en las cabezas de listas para las elecciones pluripersonales, debiendo encabezar una mujer el 50% de las listas y un 25% de jóvenes.
- Mayores regulaciones al financiamiento y control de los fondos electorales, bancarización de los recursos de los partidos políticos, creación de sistemas contables que deben llevar las organizaciones políticas y de interconexión entre Fiscalía, Contraloría, Unidad de Análisis Financiero y Económico (UAFE), para monitorear los recursos.[9]

### 2020

#### Caso Sobornos 2012-2016
El 3 de enero de 2020, la jueza Daniela Camacho llamó a juicio a 21 de los 24 acusados en el Caso Sobornos 2012-2016 por el delito de cohecho, incluyendo al expresidente Rafael Correa Delgado, junto con varios de sus excolaboradores y exmiembros del gabinete, entre ellos Alexis Mera, María de los Ángeles Duarte y la asambleísta Viviana Bonilla. Al haber sido declarados culpables en primera instancia y siendo ratificada la sentencia en las instancias de apelación y casación, están inhabilitados de participar en las elecciones de 2021, como lo dictan el artículo 113 de la constitución y el 233, así como lo establecido por la pregunta 1 de la consulta popular de 2018.

#### Informe de la Contraloría General del Estado
La Contraloría General del Estado emitió un informe preliminar en el que recomienda al CNE que invalidara el registro de 4 de las 24 organizaciones políticas nacionales: Los movimientos Fuerza Compromiso Social (5); Libertad es Pueblo (9); Justicia Social (11) y Juntos Podemos (33) La Contraloría determinó que los cuatro movimientos no cumplen con el 1,5% de afiliados, que estipula como requisito el artículo 109 de la Constitución para ser legalizados, de acuerdo con el padrón del último proceso electoral.
La recomendación forma parte de un borrador de examen especial que se encuentra en su etapa de descargo. La Contraloría, en agosto de 2019, ordenó el inicio de un proceso de control a los sistemas informáticos, infraestructura tecnológica, así como al registro y extinción de organizaciones políticas, entre el 1 de febrero del 2013 y el 31 de agosto de 2018.
El CNE deberá obligatoriamente acoger la decisión, tras lo cual los correístas agrupados en Fuerza Compromiso Social presentaron una denuncia en la Defensoría del Pueblo.
El 16 de septiembre de 2020, el CNE ratificó la eliminación de los cuatro movimientos políticos del registro electoral, impidiendo así su participación en los comicios del 2021.

## Calendario Electoral
El 12 de marzo de 2020 el pleno del CNE aprobó el siguiente calendario electoral para las elecciones de 2021
| N.º | Fechas                                          | Eventos                                                                                       |
| --- | ----------------------------------------------- | --------------------------------------------------------------------------------------------- |
| 1   | 12 de marzo de 2020                             | Inicio del proceso electoral y periodo electoral conforme la resolución PLE-CNE-20-12-3-2020. |
| 2   | 26 de marzo de 2020 al 24 de mayo de 2021       | Consejos Consultivos de Organizaciones Políticas.                                             |
| 3   | 28 de abril de 2020                             | Cierre de zonificación y organización territorial electoral.                                  |
| 4   | 1 de mayo de 2020 al 24 de mayo de 2021         | Auditorías de las Organizaciones Políticas.                                                   |
| 5   | 5 de mayo al 14 de junio de 2020                | Campaña de cambios de domicilio electoral.                                                    |
| 6   | 19 de junio de 2020                             | Entrega de Registro Electoral depurado a Organizaciones Políticas.                            |
| 7   | 19 de junio de 2020                             | Cierre de inscripción de las organizaciones políticas en el Registro Permanente.              |
| 8   | 7 al 16 de agosto de 2020                       | Cierre del Registro Electoral.                                                                |
| 9   | 18 de agosto de 2020                            | Aprobación y Publicación del Registro Electoral.                                              |
| 10  | 9 al 23 de agosto de 2020                       | Procesos de Democracia Interna de las Organizaciones Políticas (Primarias).                   |
| 11  | 24 de agosto al 2 de septiembre de 2020         | Aceptación de precandidaturas y registro de alianzas ante el Consejo Nacional Electoral.      |
| 12  | 17 de septiembre de 2020                        | Publicación de Convocatoria a Elecciones.                                                     |
| 13  | 18 de septiembre al 7 de octubre de 2020        | Inscripción de candidaturas.                                                                  |
| 14  | 20 de septiembre al 8 de noviembre de 2020      | Calificación de candidaturas y apelaciones al Tribunal Contencioso Electoral.                 |
| 15  | 9 de noviembre de 2020                          | Selección de Miembros de las Juntas Receptoras del Voto (MJRV).                               |
| 16  | 10 de noviembre al 24 de diciembre de 2020      | Notificación a MJRV.                                                                          |
| 17  | 17 de noviembre de 2020 al 7 de febrero de 2021 | Capacitación a MJRV.                                                                          |
| 18  | 31 de diciembre de 2020 al 4 de febrero de 2021 | Campaña electoral (Primera Vuelta).                                                           |
| 19  | 16 y 17 de enero de 2021                        | Debate Presidencial (Primera Vuelta).                                                         |
| 20  | 4 de febrero de 2021                            | Sufragio de Personas Privadas de Libertad (PPL - Primera Vuelta).                             |
| 21  | 5 de febrero de 2021                            | Sufragio Voto en Casa (Primera Vuelta).                                                       |
| 22  | 7 de febrero de 2021                            | Sufragio Primera Vuelta.                                                                      |
| 23  | 16 de marzo al 8 de abril de 2021               | Campaña electoral (Segunda Vuelta).                                                           |
| 24  | 21 de marzo de 2021                             | Debate Presidencial (Segunda Vuelta).                                                         |
| 25  | 8 de abril de 2021                              | Sufragio de Personas Privadas de Libertad (PPL - Segunda Vuelta).                             |
| 26  | 9 de abril de 2021                              | Sufragio Voto en Casa (Segunda Vuelta).                                                       |
| 27  | 11 de abril de 2021                             | Sufragio Segunda Vuelta.                                                                      |
| 28  | 14 de mayo de 2021                              | Posesión de los Asambleístas.                                                                 |
| 29  | 19 de mayo de 2021                              | Posesión de los Parlamentarios Andinos.                                                       |
| 30  | 24 de mayo de 2021                              | Posesión Presidencial.                                                                        |

## Precandidaturas retiradas

### Presidente
| Lista | Logo                       | Partido / Movimiento / Coalición                                       | Presidente                                                               | Cargos Previos                                                 | Motivo                                                         |
| ----- | -------------------------- | ---------------------------------------------------------------------- | ------------------------------------------------------------------------ | -------------------------------------------------------------- | -------------------------------------------------------------- |
| 1 5   |                            | Unión por la Esperanza - Centro Democrático - Fuerza Compromiso Social | Jimmy Jairala Vallazza                                                   | Prefecto de Guayas (2009 - 2018)                               | Rechaza candidatura                                            |
| 1 5   | Carlos Rabascall Salazar   | Unión por la Esperanza - Centro Democrático - Fuerza Compromiso Social | Periodista                                                               | Partido designa a Andrés Arauz                                 |                                                                |
| 6     |                            | Partido Social Cristiano                                               | Jaime Nebot Saadi                                                        | Alcalde de Guayaquil (2000 - 2019)                             | Decisión personal                                              |
| 6     | Cristina Reyes Hidalgo     | Partido Social Cristiano                                               | Asambleísta Nacional (2017-presente)                                     | Endosa a Guillermo Lasso                                       |                                                                |
| 9     |                            | Libertad es Pueblo                                                     | Fernando Balda Flores                                                    | Asambleísta Nacional Alterno (2009 - 2010)                     | Acepta candidatura a la Asamblea Nacional                      |
| 9     | Esteban Quirola Bustos     | Libertad es Pueblo                                                     | Prefecto de El Oro (2014 - 2019)                                         | Partido retira respaldo                                        |                                                                |
| 9     | Juan Carlos Machuca Arroba | Libertad es Pueblo                                                     | Abogado                                                                  | Candidatura rechazada por CNE por incumplimiento de requisitos |                                                                |
| 10    |                            | Partido Fuerza Ec                                                      | Abdalá Bucaram Ortiz                                                     | 'Presidente de la República' (1996 - 1997)                     | Impedido por los procesos legales activos en su contra.        |
| 10    | Miguel Salem Kronfle       | Partido Fuerza Ec                                                      | Secretario de la Administración Pública (1996 - 1997)                    | Candidatura rechazada por no aceptarla personalmente           |                                                                |
| 11    |                            | Movimiento Justicia Social                                             | Fabricio Correa Delgado                                                  | Empresario                                                     | Declina su candidatura                                         |
| 11    | Carlos Cassanello Villamar | Movimiento Justicia Social                                             | Abogado                                                                  | Movimiento designa a Álvaro Noboa                              |                                                                |
| 11    | Álvaro Noboa Pontón        | Movimiento Justicia Social                                             | Asambleísta Nacional Constituyente (2007 - 2008)                         | Candidatura rechazada por CNE por incumplimiento de plazos     |                                                                |
| 12    |                            | Izquierda Democrática                                                  | Inty Grønneberg Ipiales                                                  | Científico                                                     | Declina su candidatura                                         |
| 18    |                            | Pachakutik                                                             | Salvador Quishpe Lozano                                                  | Prefecto de Zamora Chinchipe (2009 - 2019)                     | Endosa a Yaku Pérez                                            |
| 18    | Jaime Vargas Vargas        | Pachakutik                                                             | Presidente de la CONAIE (2017 - 2021)                                    | Declinan candidatura                                           |                                                                |
| 18    | Leonidas Iza Salazar       | Pachakutik                                                             | Presidente del Movimiento Indígena y Campesino de Cotopaxi (2016 - 2021) | Declinan candidatura                                           |                                                                |
| 19    |                            | Unión Ecuatoriana                                                      | Washington Pesántez Muñoz                                                | Fiscal General del Estado (2007 - 2011)                        | Candidatura rechazada por CNE por incumplimiento de requisitos |
| 35    |                            | Alianza PAIS                                                           | José Serrano Salgado                                                     | Presidente de la Asamblea Nacional (2017 - 2018)               | Declina candidatura                                            |
| -     | Independiente              | Independiente                                                          | Otto Sonnenholzner Sper                                                  | Vicepresidente de la República (2018 - 2020)                   | Decisión personal                                              |
| -     | Independiente              | Independiente                                                          | Richard Intriago Barreno                                                 | Presidente del Movimiento Nacional Campesino                   | No recibe apoyo partidista                                     |
| -     | Independiente              | Independiente                                                          | Andrés Páez Benalcázar                                                   | Asambleísta por Pichincha (2009 - 2016)                        | Decisión personal                                              |

Fuentes:

### Vicepresidente
| Lista | Logo                        | Partido / Movimiento / Coalición                                       | Vicepresidente                                                                              | Cargos Previos                                                                   | Motivo                                                               |
| ----- | --------------------------- | ---------------------------------------------------------------------- | ------------------------------------------------------------------------------------------- | -------------------------------------------------------------------------------- | -------------------------------------------------------------------- |
| 1 5   |                             | Unión por la Esperanza - Centro Democrático - Fuerza Compromiso Social | Rafael Correa Delgado                                                                       | Presidente de la República (2007 - 2017)                                         | Candidatura rechazada por no inscribirse presencialmente ante el CNE |
| 1 5   | María Elsa Viteri Acaiturri | Unión por la Esperanza - Centro Democrático - Fuerza Compromiso Social | Ministra de Economía y Finanzas (2008 - 2010) / (2018)                                      | Declina candidatura                                                              |                                                                      |
| 6     |                             | Partido Social Cristiano                                               | Diego Salgado Ribadeneira                                                                   | Asambleísta por Pichincha (2013 - 2017)                                          | Endosa a Alfredo Borrero                                             |
| 9     |                             | Libertad es Pueblo                                                     | Juan Carlos Machuca Arroba                                                                  | Abogado                                                                          | Asume candidatura presidencial                                       |
| 9     | Cristóbal Luna Almeida      | Libertad es Pueblo                                                     | Empresario                                                                                  | Candidaturas rechazadas por CNE por incumplimiento de requisitos                 |                                                                      |
| 10    |                             | Partido Fuerza Ec                                                      | Gustavo Bucaram Ortiz                                                                       | Candidaturas rechazadas por CNE por incumplimiento de requisitos                 | Dirigente Político                                                   |
| 11    |                             | Movimiento Justicia Social                                             | Marcia Yazbek Apolo                                                                         | Empresaria                                                                       | Declina su candidatura                                               |
| 11    | Marien Segura Reascos       | Movimiento Justicia Social                                             | Jueza de la Corte Constitucional (2016 - 2018)                                              | Movimiento designa a Gino Cornejo                                                |                                                                      |
| 11    | Gino Cornejo Marcos         | Movimiento Justicia Social                                             | Decano de la Facultad de Ciencias Económicas y Empresariales Universidad Ecotec (2018-2020) | Candidatura rechazada por CNE por incumplimiento de plazos                       |                                                                      |
| 18    |                             | Pachakutik                                                             | Larissa Marangoni Bertini                                                                   | Miembro del Frente de Lucha de Transparencia y Lucha contra la Corrupción (2017) | Decisión personal                                                    |
| 19    |                             | Unión Ecuatoriana                                                      | José Díaz Montenegro                                                                        | Economista                                                                       | Declina candidatura                                                  |
| 19    | Ramiro Orna Espín           | Unión Ecuatoriana                                                      | Coordinador de Unión Ecuatoriana                                                            | Candidatura rechazada por CNE por incumplimiento de requisitos                   |                                                                      |

## Candidaturas presidenciales
Los siguientes candidatos a presidente y vicepresidente son inscritos oficialmente en el Consejo Nacional Electoral, detallando sus cargos más representativos y su lema de campaña. Esta elección tiene la particularidad de ser la que tiene el mayor número de binomios de la historia electoral del Ecuador con 16. Se específica el partido, movimiento o alianza política que patrocina a los candidatos como fueron inscritos, siendo estos ordenados de acuerdo con el número de lista:
| Lista | Logo                                     | Partido / Movimiento / Coalición                                       | Presidente(a) | Presidente(a)                       | Cargos Previos                                            | Vicepresidente(a)                   | Cargos Previos                                                                   | Eslogan                                 |
| ----- | ---------------------------------------- | ---------------------------------------------------------------------- | ------------- | ----------------------------------- | --------------------------------------------------------- | ----------------------------------- | -------------------------------------------------------------------------------- | --------------------------------------- |
| 1 5   |                                          | Unión por la Esperanza - Centro Democrático - Fuerza Compromiso Social |               | Andrés Arauz Galarza (FCS)          | Ministro Coordinador de Conocimiento (2015 - 2017)        | Carlos Rabascall Salazar (Ind.)     | Miembro del Frente de Lucha de Transparencia y Lucha contra la Corrupción (2017) | ¡A Recuperar el Futuro! (1.ª vuelta)    |
| 1 5   | Contigo, Con Todos, Ahora (2.ª vuelta)   | Unión por la Esperanza - Centro Democrático - Fuerza Compromiso Social |               | Andrés Arauz Galarza (FCS)          | Ministro Coordinador de Conocimiento (2015 - 2017)        | Carlos Rabascall Salazar (Ind.)     | Miembro del Frente de Lucha de Transparencia y Lucha contra la Corrupción (2017) |                                         |
| 3     |                                          | Partido Sociedad Patriótica                                            |               | Lucio Gutiérrez Borbúa (PSP)        | 'Presidente de la República' (2003 - 2005)                | David Norero Calvo (Ind.)           | Abogado                                                                          | ¡A la Orden mi Ecuador!                 |
| 4     |                                          | Ecuatoriano Unido                                                      |               | Gerson Almeida Espinoza (Ind.)      | Pastor evangélico                                         | Martha Villafuerte López (Ind.)     | Activista provida                                                                | ¡Vamos por la Vida!                     |
| 8     |                                          | Partido Avanza                                                         |               | Isidro Romero Carbo (Ind.)          | Diputado por Guayas (1996 - 1998)                         | Sofía Merino Rivadeneira (Ind.)     | Asesora de Comunicación del Municipio de Quito                                   | El Presidente del Empleo                |
| 10    |                                          | Partido Fuerza Ec (Retirado el apoyo)                                  |               | Carlos Sagnay de la Bastida (Ind.)  | Miembro del Consejo Administrativo de Petroecuador (2005) | Narda Ortiz Roa (Ind.)              | Empresaria                                                                       | ¡El Presidente que el Ecuador necesita! |
| 12    |                                          | Izquierda Democrática                                                  |               | Xavier Hervas Mora (Ind.)           | Empresario                                                | María Sara Jijón Calderón (ID)      | Subsecretaria de Gobernanza de la Vicepresidencia de la República (2019-2020)    | ¡Atrévete! Somos Gente Nueva            |
| 16    |                                          | Movimiento AMIGO                                                       |               | Pedro José Freile Vallejo (AMIGO)   | Miembro del consejo directivo de SOLCA (2013-2015)        | Byron Solís Figueroa (Ind.)         | Director Ejecutivo del BID en Ecuador (2004-2005)                                | El Futuro de la Patria                  |
| 17 51 |                                          | Alianza Honestidad - Partido Socialista Ecuatoriano - Concertación     |               | César Montúfar Mancheno (MC)        | Asambleísta por Pichincha (2009 - 2013)                   | Julio Villacreses Guillém (PSE)     | Coordinador de la Comisión Nacional Anticorrupción (Manabí)                      | Honestidad ¡Para Hacer Más!             |
| 18    |                                          | Pachakutik                                                             |               | Yaku Pérez Guartambel (MUPP)        | Prefecto de Azuay (2019 - 2020)                           | Virna Cedeño Escobar (Ind.)         | Bióloga Molecular                                                                | ¡Claro que se Puede!                    |
| 19    |                                          | Unión Ecuatoriana (Retirado el apoyo)                                  |               | Geovanny Andrade Salvador (Ind.)    | Empresario                                                | Katherine Mata Echeverría (Ind.)    | Asesora Jurídica del Ministerio de Educación (2012-2013)                         | El Amanecer de un Nuevo Ecuador         |
| 20    |                                          | Democracia Sí                                                          |               | Gustavo Larrea Cabrera (DSÍ)        | Ministro de Gobierno (2007)                               | Alexandra Peralta Marín (DSÍ)       | Viceministra de Agricultura (2018-2019)                                          | Sí es Posible                           |
| 21 6  |                                          | Movimiento CREO Partido Social Cristiano                               |               | Guillermo Lasso Mendoza (CREO)      | Ministro Secretario de Economía (1999)                    | Alfredo Borrero Vega (Ind.)         | Neurocirujano                                                                    | Capacidad para Cambiar (1.ª vuelta)     |
| 21 6  | Encontrémonos para Lograrlo (2.ª vuelta) | Movimiento CREO Partido Social Cristiano                               |               | Guillermo Lasso Mendoza (CREO)      | Ministro Secretario de Economía (1999)                    | Alfredo Borrero Vega (Ind.)         | Neurocirujano                                                                    |                                         |
| 23    |                                          | Partido SUMA                                                           |               | Guillermo Celi Santos (SUMA)        | Asambleísta Nacional (2017 - 2020)                        | Verónica Sevilla Ledergerber (SUMA) | Gerente General de Quito Turismo (2017-2019)                                     | Digamos la Verdad ¡Carajo!              |
| 25    |                                          | Movimiento Construye                                                   |               | Juan Fernando Velasco Torres (Ind.) | Ministro de Cultura (2019 - 2020)                         | Ana María Pesántes Salazar (Ind.)   | Empresaria                                                                       | Piensa Nuevo                            |
| 33    |                                          | Movimiento Nacional Juntos Podemos                                     |               | Paul Carrasco Carpio (MNJP)         | Prefecto de Azuay (2005 - 2018)                           | Frank Vargas Anda (Ind.)            | Director general del IESS (2015 - 2016)                                          | Juntos de Ley                           |
| 35    |                                          | Alianza PAIS                                                           |               | Ximena Peña Pacheco (PAIS)          | Asambleísta por Estados Unidos y Europa (2013 - 2020)     | Patricio Barriga Jaramillo (PAIS)   | Secretario de Comunicación (2015 - 2017)                                         | Vuelve la 35                            |

### Apoyos partidistas a candidatos presidenciales
| Lista | Partido                        | Coalición               | Coalición              | Candidato(a) presidencial                       | Candidato(a) presidencial   |
| Lista | Partido                        | Coalición               | Coalición              | 1.ª vuelta                                      | 2.ª vuelta                  |
| ----- | ------------------------------ | ----------------------- | ---------------------- | ----------------------------------------------- | --------------------------- |
| 1     | Centro Democrático             | Unión por la Esperanza  | Unión por la Esperanza | Andrés Arauz Galarza                            | Andrés Arauz Galarza        |
| 5     | Fuerza Compromiso Social       | Unión por la Esperanza  | Unión por la Esperanza | Andrés Arauz Galarza                            | Andrés Arauz Galarza        |
| 3     | Partido Sociedad Patriótica    | N/A                     | N/A                    | Lucio Gutiérrez Borbúa                          | Guillermo Lasso Mendoza     |
| 4     | Ecuatoriano Unido              | N/A                     | N/A                    | Gerson Almeida Espinoza                         | No apoya a ningún candidato |
| 8     | Partido Avanza                 | N/A                     | N/A                    | Isidro Romero Carbo                             | No apoya a ningún candidato |
| 10    | Partido Fuerza Ec              | N/A                     | N/A                    | Carlos Sagnay de la Bastida (Retirado el apoyo) | No apoya a ningún candidato |
| 12    | Izquierda Democrática          | N/A                     | N/A                    | Xavier Hervas Mora                              | No apoya a ningún candidato |
| 16    | Movimiento AMIGO               | N/A                     | N/A                    | Pedro Freile Vallejo                            | Guillermo Lasso Mendoza     |
| 17    | Partido Socialista Ecuatoriano |                         | Alianza Honestidad     | César Montúfar Mancheno                         | No apoya a ningún candidato |
| 51    | Concertación                   | Guillermo Lasso Mendoza | Alianza Honestidad     | César Montúfar Mancheno                         |                             |
| 18    | Pachakutik                     | N/A                     | N/A                    | Yaku Pérez Guartambel                           | No apoya a ningún candidato |
| 2     | Unidad Popular                 | No participa            | No participa           | Yaku Pérez Guartambel                           | No apoya a ningún candidato |
| 19    | Unión Ecuatoriana              | N/A                     | N/A                    | Giovanny Andrade Salvador (Retirado el apoyo)   | No apoya a ningún candidato |
| 20    | Democracia Sí                  | N/A                     | N/A                    | Gustavo Larrea Cabrera                          | Guillermo Lasso Mendoza     |
| 21    | Movimiento CREO                | CREO-PSC                | CREO-PSC               | Guillermo Lasso Mendoza                         | Guillermo Lasso Mendoza     |
| 6     | Partido Social Cristiano       | CREO-PSC                | CREO-PSC               | Guillermo Lasso Mendoza                         | Guillermo Lasso Mendoza     |
| 23    | Partido SUMA                   | N/A                     | N/A                    | Guillermo Celi Santos                           | Guillermo Lasso Mendoza     |
| 25    | Movimiento Construye           | N/A                     | N/A                    | Juan Fernando Velasco Torres                    | No apoya a ningún candidato |
| 33    | Juntos Podemos                 | N/A                     | N/A                    | Paúl Carrasco Carpio                            | Guillermo Lasso Mendoza     |
| 35    | Alianza PAIS                   | N/A                     | N/A                    | Ximena Peña Pacheco                             | No apoya a ningún candidato |
| 11    | Movimiento Justicia Social     | No participa            | No participa           | No apoya a ningún candidato                     | No apoya a ningún candidato |

Fuente:

## Campaña electoral
Estas elecciones tienen la particularidad de tener la mayor cantidad de candidatos presidenciales hasta la fecha en la historia del país con 16, además de contar con medidas de bioseguridad y limitaciones en las campañas por realizarse mientras cursaba la Pandemia de COVID-19:

### Guillermo Lasso- AlianzaCREO-PSC
La precampaña de Lasso se centró en realizar caravanas en distintas ciudades de la Sierra central y mítines políticos en barrios populares de Guayaquil junto a los candidatos a asambleístas por CREO y el Partido Social Cristiano, siendo acompañado en varias ocasiones por el exalcalde de Guayaquil Jaime Nebot. El enfoque de su campaña fue fortalecer la alianza entre su candidatura y el PSC, además de presentar su plan de gobierno centrado en la generación de empleo, prometiendo que a través de la apertura del mercado y relajamiento de las contrataciones se logrará crear 2 millones de nuevas plazas de trabajo en el país, potenciar la inversión extranjera, liberalización económica, mayor asociación entre el sector público y el privado, reactivación económica a través de la reducción de impuestos, implementación de zonas francas, concesionar la gestión de las empresas públicas al sector privado, lucha contra la corrupción y garantizar un mejor servicio de salud pública coordinado por su candidato vicepresidencial Alfredo Borrero a través de la concesión de estos servicios al sector privado.
Además, Lasso adoptó las propuestas de Nebot sobre la reactivación industrial y de la agricultura, implementación de 40.000 puntos de internet gratuito por todo el país, creación de una aplicación pública de telemedicina y que 400.000 familias pobres del país reciban una computadora gratis, además de enfocar políticas públicas sobre la promoción y capacitación en tecnología y uso de las redes para el estudio. Recibió el respaldo una facción de la Red de Educadores por la Revolución Educativa, gremio de docentes públicos creado durante el gobierno de Rafael Correa.
Su candidatura tuvo masiva presencia en redes sociales, gastando más de 420.000 dólares solamente en Facebook. Es la tercera ocasión que Lasso presenta su candidatura presidencial. Al finalizar la campaña de la primera vuelta, Lasso propuso el incremento del salario básico unificado a 500 dólares y la llegada de 9 millones de dosis de las diferentes vacunas contra el COVID 19 para los 100 días de su gobierno, sin especificar los mecanismos para lograrlo. Su campaña fue desconcentrada, realizando Lasso y Borrero campaña simultáneamente en distintas partes del país, al igual que los candidatos a asambleístas de la coalición. Lasso realizó varias conferencias de prensa elaboradas para presentar candidatos y planes de gobierno, aunque durante sus mítines incumplió las normas de bioseguridad.
Al confirmarse su paso al balotaje, Lasso cambió a sus asesores de campaña y empezó buscar la unión de las distintas corrientes políticas y sociales que votaron por otras opciones en la primera vuelta, indicando que acogería propuestas de otros candidatos en su plan de gobierno y utilizando la frase "El Ecuador del Encuentro" para representar la nueva visión de la campaña. En su inicio de la campaña del balotaje, indicó que asumirá las propuestas progresistas de otros candidatos como son la protección del medio ambiente y del agua, el apoyo a los colectivos animalistas y la primacía del diálogo. Sumó a su equipo de campaña al exdirector de la campaña presidencial de Xavier Hervas, encargándose de la promoción de Lasso en las redes sociales, incluyendo abrir una cuenta de TikTok del candidato.
Lasso concluyó su campaña con un discurso en el Malecón 2000 de Guayaquil, a las orillas del río Guayas, acompañado de una concentración de canoas de pescadores. Lasso es el primer presidente electo por votación popular ideológicamente de derecha desde Sixto Durán Ballén, electo en las elecciones de 1992. Además, es el primer presidente del Ecuador sin un título universitario o militar.

### Andrés Arauz-Unión por la Esperanza

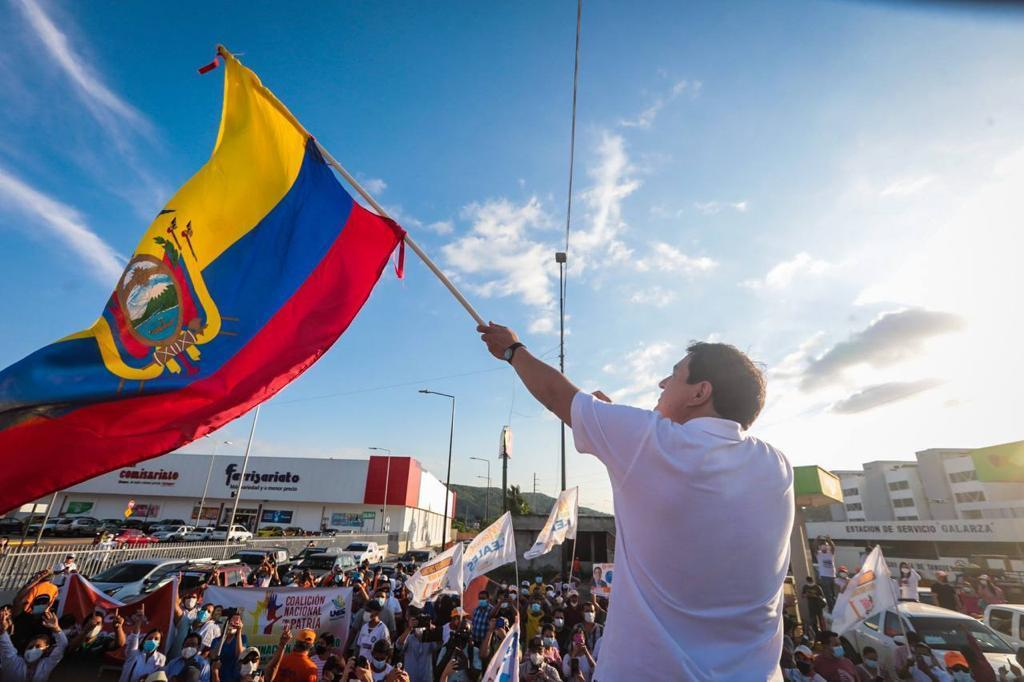
Campaña electoral de Andrés Arauz en Manta.

La precampaña de Andrés Arauz se destacó por defender la inscripción del binomio presidencial, al ser negada en primera instancia su inscripción junto al expresidente Rafael Correa como candidato vicepresidencial por tener sentencia penal ejecutoriada, posteriormente tuvo dificultad en la aceptación del binomio Arauz-Rabascall por supuestos errores en la documentación de inscripción, además de varias impugnaciones a su candidatura. Se enfocó en presentarse como el candidato de la Revolución Ciudadana, siendo predominante en sus cuñas y afiches la figura del expresidente Correa, además de la propuesta de una forma de gestión gubernamental similar al gobierno de Correa. Arauz y Rabascall realizaron mítines y caravanas en varias ciudades del país, en particular en la provincia de Manabí. En diciembre tuvo diagnóstico positivo de COVID-19, por lo que suspendió sus actos proselitistas mientras se recuperaba de la enfermedad.
Arauz presentó como propuestas la reversión de medidas económicas y políticas del gobierno de Lenín Moreno, un plan de vacunación contra el COVID-19, la generación de 800.000 plazas de trabajo la implementación de dinero electrónico, convocatoria a una Asamblea Constituyente, incremento de impuestos a la salida de divisas, la conformación del plan de gobierno a través de propuestas de la ciudadanía denominado como Wikiplan. Durante su campaña tuvo prevalencia el Movimiento Centro Democrático, utilizando el logo, número de lista y colores del partido para representar su candidatura, mientras que el movimiento en alianza, Fuerza Compromiso Social que agrupa a los partidarios del correísmo y logró mantener su personería jurídica, tuvo casi la totalidad de las candidaturas de la alianza UNES, siendo Arauz de esta agrupación al igual que los candidatos a asambleístas.  Al inicio de la campaña electoral, la estrategia de Arauz se reenfocó en consolidar la idea de que mantener y fortalecer la dolarización durante su gestión y la otorgación de un bono de 1000 dólares a un millón de familias del país, financiados por el Banco Central. Para el final de su campaña, esta fue reenfocada en promover la imagen del expresidente Correa para impulsar la candidatura de Arauz y sus asambleístas. 
Al concluir la primera vuelta electoral, Arauz tomó una postura más conciliadora, promoviendo esfuerzos para lograr alianzas con Pachakutik y la Izquierda Democrática. Viajó a Estados Unidos para reunirse con los migrantes y tener reuniones con financistas americanos y con organizaciones financieras como el Fondo Monetario Internacional, expresando haber mantenido una reunión para proponer un "Acuerdo Soberano", y sin aceptar las condiciones que Lenín Moreno ha acordado durante su gobierno. Concluyó su campaña del balotaje con una caravana náutica en botes pesqueros en la provincia de Manabí y una concentración de simpatizantes en el parque Cumandá de Quito. Tras la publicación de resultados, Arauz reconoció y felicito a Guillermo Lasso por su triunfo electoral momentos luego de confirmarse la tendencia electoral.

### Yaku Pérez-Pachakutik
Durante su precampaña realizó caravanas en bicicleta y visitando poblaciones pequeñas en la Sierra central y la Costa. En una de sus caravanas, Pérez sufrió un aparatoso accidente al estrellar una motocicleta que conducía, recibiendo heridas que hicieron que se ausentara de sus recorridos por unas semanas. Las candidaturas de Pérez y de Salvador Quishpe como primer asambleísta nacional causaron malestar en la dirigencia de la Conaie, liderada por Jaime Vargas, provocando un distanciamiento entre la organización indígena y Pachakutik.
Sus propuestas se enfocaron en la protección del medio ambiente, economía verde, uso de energías alternativas, prohibición de minería en lugares sensibles y promoción de un estado plurinacional. Al inicio de la campaña oficial, Pérez reenfocó su imagen como un personaje nuevo y diferente a los políticos que gobernaron el país en los últimos años y que su gobierno mantendrá la dolarización y creará trabajo. Utilizó frecuentemente las redes sociales, en particular TikTok realizando videos con su pareja Manuela Picq, y realizando caravanas animadas de sus viajes por el país en bicicleta.
Pérez, ante la poca diferencia porcentual entre él y Lasso para llegar al balotaje, solicitó un recuento de votos al 100% en Guayas y al 50% en otras 16 provincias, indicando que se había cometido fraude en su contra para beneficiar a Lasso, llegándose a un acuerdo preliminar entre él, Lasso y el CNE para realizar el reconteo, pero hubo discrepancias entre ambos candidatos y el CNE finalmente no logró aprobar el informe técnico del reconteo, por lo que no se pudo realizar, a pesar de los más de 20000 inconsistencias presentadas por Pachakutik, pasando a 2.ª vuelta el candidato Lasso. Pérez declaró que hubo fraude electoral, convocó a manifestaciones de las organizaciones indígenas ante el CNE y que no apoyará a Lasso ni a Arauz en el balotaje. El 3 de marzo, Yaku Pérez y el juez electoral Ángel Torres se reunieron en el departamento de Darwin Seraquive, ex secretario del Consejo de Participación Ciudadana transitorio. Pérez dijo que se trató de un encuentro casual de poco tiempo. El Presidente del Tribunal Contencioso Electoral publicó un comunicado apartándose de tal reunión y recordando que la normativa prohíbe a jueces electorales reunirse con una parte procesal. El 11 de marzo de 2020, el Pleno del Consejo Nacional Electoral aprobó por unanimidad los resultados electorales nacionales. El 14 de marzo de 2020, el Pleno del Tribunal Contencioso Electoral rechazó por unanimidad el recurso planteado por Yaku Pérez y Marlon Santi, candidato y representante de Pachakutik, respectivamente, consolidando el resultado proclamado por el Consejo Nacional Electoral. Tras la confirmación del balotaje entre Lasso y Arauz, Pachakutik y Pérez determinaron que apoyaran y harán campaña por el voto nulo en rechazo a ambos candidatos y el CNE.

### Xavier Hervas-Izquierda Democrática
Hervas fue el candidato con mayor presencia en las redes sociales, utilizando frecuentemente Twitter, Instagram, Facebook y TikTok, ganando notoriedad por realizar videos en TikTok siguiendo las tendencias populares en la plataforma para promocionar su candidatura. Hervas utilizó personalmente sus cuentas de redes sociales, contestando de forma personalizada en las diferentes redes a los comentarios de los electores en estas utilizando lenguaje coloquial, hashtags y emojis.
Se presentó como un candidato no político, empresario que ha creado empleos a diferencia de los demás candidatos, enfocando su propuesta en la población joven, de las generaciones de los mileniales y centeniales. Sus caravanas las realizó en un scooter eléctrico junto a sus candidatos a asambleístas, presentándose como un candidato progresista de enfoque ambientalista. Hervas tras la primera vuelta se afilió a la ID. Durante la campaña del balotaje, Hervas expresó su apoyo personal a la candidatura de Lasso, causando conflictos entre él y la dirigencia del partido, al ser la postura oficial de la ID no apoyar a ningún candidato y dejar en libertad a sus miembros de votar como consideren apropiado.

### Pedro José Freile-AMIGO
Freile y su binomio vicepresidencial fueron los únicos candidatos presentados por el cuestionado movimiento AMIGO, relacionado con el exasambleísta Daniel Mendoza, siendo acusado este movimiento político de haber sido aprobado como favor político a Mendoza por parte de la presidenta del CNE Diana Atamaint por evitar con su voto en contra en la comisión de fiscalización de la Asamblea Nacional que pase al pleno un juicio político en su contra, no teniendo estructura, dirigentes ni afiliados, por lo que Freile indicó que tomó control del movimiento al aceptar su candidatura. Tuvo muy poca presencia en redes sociales, realizando principalmente entrevistas radiales.

### Isidro Romero-Partido Avanza
La precampaña de Isidro Romero se centró en presentarse como un candidato "outsider", alejado de la política proveniente del sector empresarial, realizando principalmente entrevistas radiales y utilizando frecuentemente las redes sociales para criticar y denostar a otros candidatos, en particular a Guillermo Lasso, asociándolo al gobierno de Lenín Moreno y dándole su apoyo al alcalde de Quito Jorge Yunda. Propone convertir al Ecuador en un centro financiero y la reactivación de la industria y agricultura. Destacó su gestión como expresidente del equipo de fútbol Barcelona Sporting Club como ejemplo exitoso de lo que sería su gobierno, expresando que si el gana la presidencia, el equipo ganará la Copa Libertadores.

### Lucio Gutiérrez-Sociedad Patriótica
Esta fue la cuarta candidatura presidencial de Gutiérrez, en la que retomó los colores originales de Sociedad Patriótica, utilizando el expresidente uniforme militar y retórica militar, enfocándose en el patriotismo, realizando una campaña similar a la de las elecciones del 2002, con caravanas en provincias de la amazonía y la costa en vehículos militares. Inscribió su candidatura mientras estaba enfermo de COVID-19, necesitando realizar sus primeros actos proselitistas con un tanque de oxígeno. Gutiérrez durante su campaña utilizó activamente las redes sociales, en particular TikTok para promocionar su candidatura y se enfocó en presentar a su gobierno como el mejor de la historia en materia económica.

### Gerson Almeida -Ecuatoriano Unido
El MEU presentó, para las elecciones presidenciales y legislativas, candidatos independientes asociados a los movimientos provida, cristianos conservadores y social conservadores, siendo Gerson Almeida pastor evangélico y su binomio vicepresidencial miembro de grupos provida, teniendo gran presencia en su campaña este discurso, mediante la promoción de valores tradicionales, la espiritualidad, y proponiendo la creación del Ministerio de la Familia. Sus posturas han causado el rechazo del los activistas de la comunidad LGBTI, al declarar en entrevistas que la homosexualidad es comparable a crímenes como el robo, apoyando la conversión de las personas, resultando en una denuncia al Tribunal Contenciosos Electoral por parte de colectivos LGBTI por violencia política de género.
Tuvo poca presencia en redes sociales, realizando Almeida entrevistas radiales, mítines poco tradicionales y utilizando un discurso religioso para promover su candidatura, recibiendo cuestionamientos también de parte de la Confraternidad Evangélica Ecuatoriana cuyo representante considera “que no se debe involucrar a la iglesia para promocionar sus candidaturas.”

### Ximena Peña-Alianza PAIS
Peña fue la única candidata presidencial de sexo femenino, lo cual utilizó como estrategia de campaña, indicando que su candidatura representa a las mujeres. Fue la primera candidata presidencial representante de la población migrante, al haber ejercido como asambleísta por el exterior en dos períodos. Su campaña se enfocó en separarse de la figura del presidente Lenín Moreno, indicando que su candidatura no es oficialista a pesar de que Moreno era presidente de PAIS, diciendo que el presidente debería renunciar como líder del movimiento al estar separado de este, prometiendo que su gobierno retomaría las propuestas e ideologías originales de progresismo y justicia social del movimiento político PAIS.
Su campaña tomó una postura neutral entre los conflictos del gobierno y el correísmo, mostrándo mayor cercanía a las propuestas y miembros del gobierno de Correa y apertura al diálogo con el correísmo, siendo varios de estos candidatos a asambleístas al igual que el candidato vicepresidencial Patricio Barriga, ex secretario de comunicación de Correa, teniendo de igual manera cercanía con miembros del gobierno de Moreno, realizando alianzas en varias provincias con el movimiento Construye. La pobre aceptación de Moreno al final de su período, además de crecientes acusaciones de corrupción, acabó dinamitando su candidatura obteniendo el noveno lugar.

### Guillermo Celi-SUMA
Celi presentó una campaña enfocada en el uso de las redes sociales, el uso de lenguaje sencillo para presentar sus propuestas, notando que los polìticos tradicionales incumplen sus promesas y mienten al electorado. El partido SUMA durante su campaña tomó una dirección más cercana a la derecha política, candidatizando para asambleístas a muchas personas ligadas a movimientos provida y conservadores. Su campaña se enfocó principalmente en la provincia de Manabí. Al finalizar la campaña electoral, Celi confirmó que se había contagiado de COVID-19.

### Juan Fernando Velasco-Construye
Músico y exministro de cultura del gobierno de Lenín Moreno, aunque Velasco negó ser el candidato oficialista. En sus cuñas Velasco utilizó sus canciones y producciones artísticas para presentar como sería el país durante su gobierno, evocándo la memoria de su padre, el pensador político de izquierda Fernando Velasco Abad, quién murió a los 29 años en 1978. 
Tuvo fuerte presencia en las redes sociales, en particular en YouTube, realizando mítines y caravanas en pueblos pequeños de la Amazonía y la Sierra, presentándose como un candidato que no es político, utilizando su imagen como cantautor reconocido internacionalmente, enfocando su campaña en la promoción de empleo. Su movimiento tiene relación cercana con Alianza PAIS, teniendo varias alianzas provinciales, candidatizando el Movimiento Construye a varios exgobernadores y colaboradores del gobierno de Moreno.

### César Montúfar-Alianza Honestidad
Centralizó su campaña en la lucha contra la corrupción, la reinstitucionalización del estado, el cambio del legislativo a un modelo bicameral con menos asambleístas y con esto lograr la reactivación económica del país, integrando su campaña y candidaturas con miembros de la Comisión Anticorrupción y del PSE, incluyendo a su candidato a vicepresidente Julio Villacreses. Su campaña se centró en realizar caravanas en bicicleta recorriendo el país, comunicando su plan de gobierno en distintas localidades, utilizando vestimenta de ejercicio del color de su partido.
En enero, Villacreses fue internado en una clínica de Portoviejo por complicaciones relacionadas al COVID-19. En el debate presidencial, Montúfar criticó a Andrés Arauz, calificándolo como el candidato de la delincuencia organizada y a Guillermo Lasso, asociándolo a un esquema de corrupción del Instituto de Seguridad Social de la Policía Nacional a través del Banco Guayaquil, aunque en el balotaje, Montúfar anunció el apoyo de su movimiento a la candidatura de Lasso,

### Gustavo Larrea-Democracia Sí
Larrea realizó una campaña electoral tradicional, enfocándose en caravanas, entrevistas radiales y televisivas, sin mucha presencia en las redes sociales, presentando propuestas y planes a largo plazo para el desarrollo del país, realizando críticas moderadas a los últimos gobiernos. En diciembre tuvo diagnóstico positivo de COVID-19, por lo que suspendió sus actos proselitistas mientras se recuperaba de la enfermedad. Su candidata a la vicepresidencia solicitó a los seguidores de Larrea que se unan a una cadena de oración por la salud del candidato.

### Carlos Sagnay -Partido FE
Sagnay presentó su tercera candidatura presidencial inicialmente de forma independiente, siendo esta acogida por el Partido FE tras la descalificación de la candidatura original de Miguel Salem Kronfle por no haber aceptado su candidatura. Sagnay enfocó su campaña en promover el empleo, la lucha contra la corrupción, el avance en el ámbito petrolero del país, realizando pequeños mítines en barrios populares de la Costa, teniendo poca presencia en redes sociales y apoyo partidista, teniendo mayor protagonismo la candidatura a asambleísta de Abdalá Bucaram. Sagnay marcó distancia con las acusaciones y juicios penales recientes en contra de Bucaram y sus hijos Dalo, Michel y Jacobo por corrupción en ventas de insumos médicos durante la pandemia de COVID 19, indicando que su candidatura es independiente auspiciada por FE, no siendo parte del partido, pero aceptando el apoyo de Bucaram. Sin embargo, durante la última semana de campaña, Bucaram retiró el respaldo de su partido a Sagnay.

### Geovanny Andrade -Unión Ecuatoriana
Andrade fue elegido candidato a última hora por Unión Ecuatoriana tras rechazar el CNE la candidatura original de Washington Pesántez, al no ser aceptada personalmente. No tuvo presencia en redes sociales, ni realizó caravanas, enfocándose principalmente en entrevistas radiales y televisivas a promover su propuesta minera para el país, teniendo su candidata vicepresidencial mayor presencia mediática y apoyo partidista. 
Su campaña sufrió reclamos porque su plan de trabajo fue mayormente copiado directamente de la página de Wikipedia sobre Ecuador, negando Andrade que haya tenido conocimiento de este hecho, esto provocó que UE solicitará al CNE que elimine su candidatura y le retiró su apoyo por deshonestidad sobre su currículo y plan de trabajo, siendo esto rechazado por el CNE al estar ya en firme su candidatura, por lo que era irrenunciable, indicando el movimiento que no hará campaña en favor de Andrade. El 20 de enero durante la campaña electoral, la candidata a la vicepresidencia de Andrade renunció a su candidatura por desacuerdos con el candidato presidencial. Causó polémica al indicar en entrevistas radiales que fue drogado con escopolamina por los organizadores del debate del Consejo Nacional Electoral y que esto afectó a sus respuestas en el mismo.

### Paúl Carrasco-Movimiento Nacional Juntos Podemos
Carrasco fue uno de los últimos candidatos en ser confirmado, porque su movimiento fue reinstaurado por el Tribunal Contencioso Electoral, tras haber sido eliminado por el CNE, por «recomendación» de la Contraloría General del Estado, debido a supuestas inconsistencias en las firmas de respaldo del movimiento. Carrasco tuvo poca presencia en las redes sociales, realizando visitas a barrios de la Sierra, proponiendo la creación de nuevos hospitales públicos.

## Resultados
|  | 19.74 % |

|  | 52.36 % |

|  | 32.72 % |

|  | 47.64 % |

|  | 19.39 % |

|  | 15.68 % |

|  | 2.08 % |

|  | 1.86 % |

|  | 1.78 % |

|  | 1.73 % |

|  | 1.54 % |

|  | 0.91 % |

|  | 0.82 % |

|  | 0.62 % |

|  | 0.40 % |

|  | 0.29 % |

|  | 0.22 % |

|  | 0.21 % |

|  | 100 % |

|  | 100 % |

### Gráficos de resultados en el exterior
Nota:
1. 1 2  Empate técnico en Austria entre los 2 primeros candidatos (33,33%)

## Reacciones

### Internacionales
- Argentina: El presidente de Argentina Alberto Fernández felicitó al presidente electo Guillermo Lasso y lo instó «a trabajar juntos para la región en una agenda común para fortalecer la unidad».  [sic].[103][104][105]
- Brasil: El presidente de Brasil Jair Bolsonaro felicitó al presidente electo Guillermo Lasso y al vicepresidente Alfredo Borrero y destacó la participación de los observadores de la Organización de los Estados Americanos para el desarrollo del proceso electoral. Así mismo, Bolsonaro celebró que «las elecciones ecuatorianas se hayan llevado en un clima de paz y gran  tranquilidad».  [sic].[106][107][108]
- Chile: El presidente de Chile Sebastián Piñera extendió sus felicitaciones a «su buen amigo personal» y presidente electo Guillermo Lasso y le deseó mucha suerte en sus futuras  funciones ya que según Piñera «Lasso tendrá un gran desafío en sacar adelante a Ecuador y mejorar la vida del gran pueblo ecuatoriano». [sic].[109][110][111]
- Colombia: El presidente de Colombia Iván Duque felicitó al presidente electo Guillermo Lasso y le señaló que «Colombia y Ecuador continuarán fortaleciendo sus relaciones comerciales, de seguridad y de integración andina para el beneficio de ambos países». [sic].[112][113][114]
  - Posteriormente, el presidente Iván Duque invitó al mandatario electo Guillermo Lasso a una visita oficial a la Casa de Nariño en Bogotá programada para el día 20 de abril de 2021, la misma que fue aceptada y se llevó a cabo entre comisiones de delegados de ambas naciones, al final del encuentro ambos mandatarios se manifestaron diciendo haber marcado una hoja de ruta y cooperación internacional en temas como seguridad trasnacional, asuntos de la frontera común, comercio, y puntualizaron el apoyo imprescindible del gobierno colombiano al ingreso de Ecuador en la Alianza del Pacífico de forma inminente. De esta forma, se convirtió en la primera visita internacional de Lasso como jefe de Estado electo.[115][116][117]
- Costa Rica: El presidente de Costa Rica Carlos Alvarado anunció por medio de un comunicado oficial que «El Gobierno costarricense expresa su convencimiento de que Ecuador y Costa Rica continuarán profundizando sus tradicionales relaciones de amistad y cooperación, así como una agenda común de valores y propósitos compartidos en el plano regional y mundial». [sic].[118] Además el mandatario confirmó que llamó al presidente electo Lasso para acordar puntos trascedentales entre la nación centroamericana y la sudamericana como el cuidado medioambiental, la protección marina, y la lucha contra la pesca ilegal en el Corredor Marino del Pacífico Este Tropical.[119]
- España: El presidente del gobierno español Pedro Sánchez felicitó a Guillermo Lasso y al pueblo ecuatoriano, y señaló que «El Gobierno de España confía en seguir fortaleciendo las relaciones con la región, por el impulso del desarrollo sostenible y la recuperación post COVID-19». [sic].[120][121]
- Estados Unidos: Mediante un anuncio de la Casa Blanca, el presidente de los Estados Unidos Joe Biden saludó el triunfo de Guillermo Lasso y felicita la fiesta democrática vivida en Ecuador aplaudiendo al pueblo ecuatoriano por «demostrar el poder de la participación política pacífica e inclusiva y abrazar los ideales de la democracia».[122][123][124]
  - De igual forma, el secretario de Estado de los Estados Unidos Antony J. Blinken se pronunció en un comunicado oficial diciendo “En nombre del pueblo de los Estados Unidos, felicito a Guillermo Lasso por su elección como próximo Presidente del Ecuador, También extendemos nuestras felicitaciones al pueblo ecuatoriano, por ejercer su derecho a elegir su liderazgo, en especial durante estos tiempos de desafíos únicos”, a su vez que, felicitó al candidato perdedor Andrés Araúz por respetar y apoyar los principios democráticos.[125][126]
  - Adicionalmente, la Oficina de Asuntos del Hemisferio Occidental por medio de su representante Julie Chung, además del embajador de los Estados Unidos en Ecuador Michael Fitzpatrick desde Quito felicitaron enérgicamente la victoria obtenida por Guillermo Lasso y Alfredo Borrero y aplaudieron la jornada democrática pacífica y cívica de los ecuatorianos durante las elecciones dominicales.[127][128]
- Guatemala: El presidente de Guatemala Alejandro Giammattei felicitó al presidente electo Guillermo Lasso por su triunfo obtenido en las elecciones, y le deseó «el mayor de los éxitos para el beneficio del pueblo ecuatoriano y el fortalecimiento de las relaciones de amistad que han unido a Guatemala y Ecuador por alrededor de 131 años desde 1890».  [sic].[129][130][131]
- Honduras: El presidente de Honduras Juan Orlando Hernández mandó sus felicitaciones al nuevo presidente electo Guillermo Lasso y calificó su victoria como un «contundente triunfo». A su vez, Hernández envió a nombre del pueblo hondureño «Un fuerte abrazo al pueblo ecuatoriano por esta gran muestra de democracia».  [sic].[132][133][134]
- México: A través de las redes sociales, la cancillería mexicana felicitó a Guillermo Lasso por su triunfo en la elección presidencial de Ecuador. En su comunicado: «El gobierno mexicano felicita a Guillermo Lasso y Alfredo Borrero por su elección como presidente y vicepresidente de Ecuador. México y Ecuador continuaremos trabajando en el fortalecimiento de la relación bilateral en beneficio de nuestros pueblos».[135]
- Panamá: El presidente, Laurentino Cortizo, se pronunció ante el triunfo del candidato ecuatoriano: «Extiendo mis felicitaciones al presidente electo del Ecuador @LassoGuillermo, con quien continuaremos reforzando los tradicionales e históricos lazos de amistad y fraternidad que unen a nuestras naciones».[136]
- Paraguay: El presidente de Paraguay Mario Abdo Benítez felicitó al ganador  Guillermo Lassso exclamando lo siguiente: «Nuestras felicitaciones al presidente electo del Ecuador Guillermo Lasso y al pueblo ecuatoriano por esta jornada democrática.».  [sic].[137][138][139]
- Perú: El presidente de Perú Francisco Sagasti envió sus más «afectuosas felicitaciones» al presidente electo Guillermo Lasso y al pueblo ecuatoriano por una jornada democrática ejemplar. Además, Sagasti señaló que «El Perú renueva su compromiso con las relaciones de hermandad, cooperación y voluntad de integración que existen con Ecuador que unen a nuestros pueblos y benefician su desarrollo».  [sic].[140][141][142]
- Unión Europea: El Alto Representante de la Política Exterior de la Unión Europea Josep Borrell felicitó en nombre del bloque comunitario por el triunfo electoral en Ecuador que dio como resultado la victoria de Guillermo Lasso y Alfredo Borrero, dando la enhorabuena al presidente electo y mencionando que «La UE espera fortalecer aún más sus relaciones con el futuro gobierno de Ecuador», enfatizando la cooperación en temas como la pandemia, el fortalecimiento del comercio, el diálogo político y los derechos humanos.[143][144][145]
- Uruguay: El presidente de Uruguay, Luis Lacalle Pou, felicitó  a Lasso por su victoria en las elecciones presidenciales de Ecuador. Comentó: «Acabo de hablar con @LassoGuillermo para felicitarlo por su triunfo y para ponernos a trabajar en conjunto en los temas que tengamos en común nuestros países».[146]
- Venezuela: El presidente interino de Venezuela (reconocido por el Estado ecuatoriano) Juan Guaidó mencionó en su cuenta de Twitter «Felicitaciones a Ecuador por la jornada electoral de hoy, y al Presidente electo Guillermo Lasso por su triunfo. Contamos con su apoyo a la lucha venezolana. Es vital la unión de quienes queremos libertad y democracia para la región, amenazada por dictaduras como la de (Nicolás) Maduro». [sic].[147]